# Paradella acutitelson
Paradella acutitelson là một loài chân đều trong họ Sphaeromatidae. Loài này được Menzies & Glynn miêu tả khoa học năm 1968.